# Rheidt
Rheidt ist ein südlicher Stadtteil von Niederkassel im nordrhein-westfälischen Rhein-Sieg-Kreis. Der Ort liegt am Rhein zwischen Stadtmitte und Mondorf. Hier leben 11.837 Personen (Stand 31. Dezember 2022).

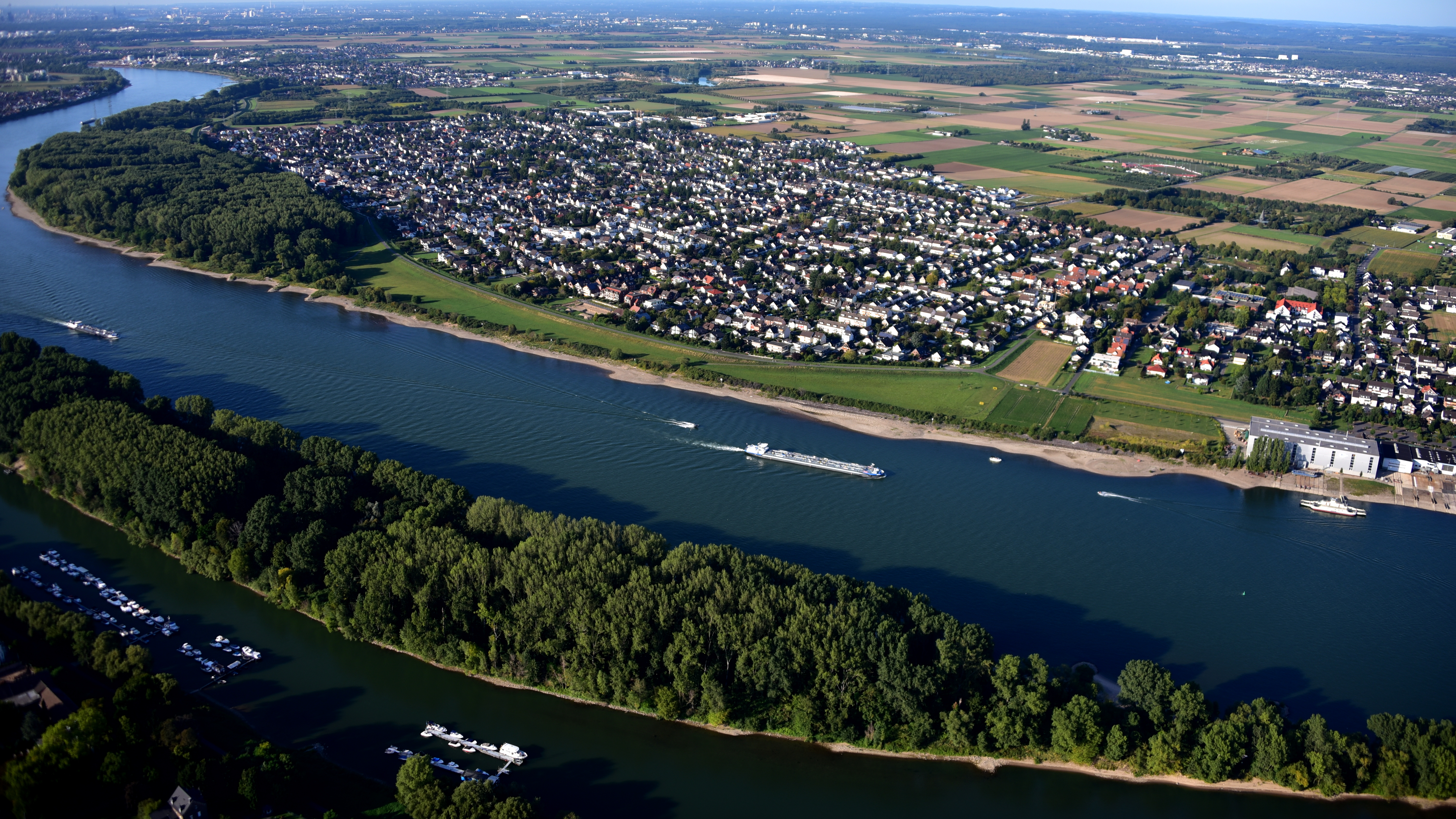
Rheidt, Luftaufnahme (2019)

## Geschichte
Rheidt wurde 832 erstmals als „Reide“ erwähnt. 1285 kam Rheidt an das Haus Heinsberg-Löwenberg und 1484 an das Herzogtum Berg. Grundherr war St. Cassius in Bonn, das auch die Kirche besaß. Seit 1389 gehörte dem Kloster Siegburg ein Hof in Rheidt. 1555 war Rheidt Sitz eines Landgerichts im bergischen Amt Löwenburg. In den Jahren 1375–1457 gab es Mühlen im Rhein vor Rheidt.
Nach dem Zweiten Weltkrieg entstand in Rheidt ein Werk der Elektroindustrie mit 160 Mitarbeitern (1953).
1967 hatte Rheidt 4332 Einwohner, von denen 114 in der Land- und Forstwirtschaft, 1010 im verarbeitenden Gewerbe und 347 im Dienstleistungsbereich beschäftigt waren. 999 Auspendlern standen 244 Einpendler gegenüber. In neun Industriebetrieben waren 521 Beschäftigte tätig. An öffentlichen Einrichtungen waren 1967 vorhanden: eine Volksschule, ein Sportplatz, ein Kindergarten, eine Bücherei und eine Gemeindepflegestation. Außerdem besitzt Rheidt einige Unternehmen.
Am 1. August 1969 wurde Rheidt nach Niederkassel eingemeindet.

### Einwohnerentwicklung
| Jahr | Einwohner |
| ---- | --------- |
| 1816 | 956       |
| 1843 | 1403      |
| 1871 | 1748      |
| 1905 | 1764      |
| 1961 | 3406      |

## Öffentliche Einrichtungen
Rheidt verfügt über eine Grundschule und drei Kindergärten. Zwischen dem Rhein und dessen Altarm „Rheidter Laach“ liegt die Halbinsel „Rheidter Werth“ mit Grünanlagen. Sehenswert ist die katholische Kirche St. Dionysius. Für die Kirche schuf 1925 Otto Linnemann aus Frankfurt die Glasfenster.